# Pauluskerk (Amsterdam)
De Pauluskerk is het kerkgebouw van de rooms-katholieke Paulusparochie aan de Pieter Calandlaan 194 in Amsterdam-Osdorp.
De eerste plannen voor de Pauluskerk dateerden uit 1961, kort na de start van de bouw van de Tuinstad Osdorp. De bouw van de kerk startte in 1966, het gebouw werd voltooid op 4 november 1967.
De kerk is gebouwd in de vorm van een tent, hetgeen geaccentueerd wordt door de 16 spanten, welke het kegelvormige dak dragen. Er waren aanvankelijk duizend zitplaatsen, tegenwoordig zijn dat er nog 625.
Het orgel is in 1978 gebouwd door de firma Jos Vermeulen, orgelbouwers uit Alkmaar.
In de toren boven de hoofdingang hangt een 675 kg wegende bronzen klok, gegoten door de Koninklijke Klokkengieterij Petit & Fritsen B.V. uit Aarle-Rixtel. De tekst op deze klok luidt "NIHIL SINE VOCE": "Niets zonder eigen geluid".
In december 2019 werd door het Bisdom Haarlem-Amsterdam besloten dat de kerk per 1 januari 2020 fuseert met verschillende parochies van het stadsdeel Nieuw-West tot één parochie: De Vier Evangelisten. De gerenoveerde Pauluskerk in Osdorp is aangewezen als hoofdkerk van de parochie. Sindsdien zijn er in de andere kerken in Nieuw-West geleidelijk aan geen reguliere vieringen meer en is de Pauluskerk nog als enige regelmatig in gebruik.